# NGC 399
NGC 399 es una galaxia espiral barrada (SBa) localizada en la dirección de la constelación de Pisces. Posee una declinación de +32° 38' 01" y una ascensión recta de 1 horas, 08 minutos y 59,1 segundos.
La galaxia NGC 399 fue descubierta el 7 de octubre de 1874 por Lawrence Parsons.